# Почуев, Александр Михайлович
Александр Михайлович Почуев (родился 22 января 1979, Ленинград) — российский адвокат, эксперт в области адвокатуры, сложных уголовных процессов, противодействия коррупции и антимонопольной практики, участник ток-шоу. Автор более 30 научно-практических работ и концепции общественных обвинительных вердиктов.

## Биография
Родился 22 января 1979 года в Петербурге в семье спортсмена.
Получил образование на юридическом факультете СПБГУ по специальности «юриспруденция» под наставничеством Л. Н. Галенской — профессора кафедры международного права СПбГУ, доктора юридических наук, члена научно-консультационного совета Высшего Арбитражного суда РФ.
Окончил юридический факультет СПбГУ в 2002 году, защитив диплом на тему: «Внешнеэкономические контракты строительного подряда» перед Д. Н. Козаком.
После окончания университета, продолжил заниматься научной деятельностью на кафедре международного права. Принял участие в написании более чем 30 научно-практических трудов и публикаций в области международного права, государственного управления и строительства, антимонопольной практики.

## Профессиональная деятельность
В 1999 году стал помощником адвоката в Международной коллегии адвокатов «Санкт-Петербург». Параллельно проходил практику юристом в строительной компании.
С 2002 года начал вести деятельность как адвокат Международной коллегии адвокатов «Санкт-Петербург» и основал юридическую компанию «Группа компаний „Консалтум“».
В 2008 году подготовил иск против Гугл в интересах общественности в рамках дела об устранении детской порнографии.  После этого судебного процесса интернет-поисковики стали удалять детскую порнографию.
В 2010 году стал заместителем директора правового департамента в государственной корпорации «Росагролизинг». С 2010 по 2012 год был президентом Фонда Сохранения и Развития Объектов Культурного Наследия.
В 2012 году представлял интересы организаций «Народный собор» и «Профсоюз граждан России» в гражданском деле против Мадонны. В котором организации подали иск на певицу на сумму 333 млн.рублей.
В 2014 году начал представлять интересы бывшей жены актёра Алексея Панина Юлии Юдинцевой в борьбе за дочь Анну.
В 2015 году руководил Московским филиалом Международной коллегии адвокатов «Санкт-Петербург».
В 2017 году защищал интересы 18-летнего петербуржца, попавшего под влияние идеологической организации «ИГ» и осужденного как фигуранта по делу взрыва Казанского собора в Санкт-Петербурге. В этом же году совместно с почетным адвокатом России С. Г. Зельгиным основал Международную коллегию адвокатов города Москвы «Почуев, Зельгин и Партнеры».
В 2018 году защищал интересы российского деятеля и бывшего ректора Санкт-Петербургского государственного аграрного университета Виктора Алексеевича Ефимова.
В 2019 году стал адвокатом доцента СПБГУ Олега Соколова, обвиняемого в убийстве своей возлюбленной.
В 2023 году стал адвокатом Виталия Бережного, обвинённого в убийстве школьницы в Тюмени.
В 2023 стал адвокатом Воислава Тордена (в прошлом — Ян Петровский). В рамках этого дела Воислав Торден был отпущен, однако впоследствии был вновь взять под стражу

## Награды
- Орден 2-й и 3-й степени СПбПДА Иоанна Богослова;[19]
- Медаль за заслуги перед Городом Петергоф;[20]
- Почетный знак святой Татьяны молодёжной степени за активную просветительскую и социальную деятельность
- Медаль «100 лет УФСБ России по Санкт-Петербургу и Ленинградской области»
- Медаль МВД РФ «300 лет ПОЛИЦИИ РОССИИ»
- Юбилейная медаль «100 лет транспортной полиции России»[21]

## Фильмография
- Адвокаты дьявола: зачем защищать маньяков, убийц и террористов?[22]— Mash Paradox.
- Фильм второй. «Обвинительный уклон»[23]— Пальмский MEDIA.